# Logofteni
Logofteni è un comune della Moldavia situato nel distretto di Fălești di 1.450 abitanti al censimento del 2004

## Località
Il comune è formato dall'insieme delle seguenti località (popolazione 2004):
- Logofteni (778 abitanti)
- Moldoveanca (672 abitanti)